# 발해의 행정 구역
발해의 행정 구역은 5경, 15부, 62주로 조직되었다.
- 경(京) : 전략적 요충지에 둔 행정 구역으로, 상경 용천부(上京龍泉府), 중경 현덕부(中京顯德府), 동경 용원부(東京龍原府), 서경 압록부(西京鴨綠府), 남경 남해부(南京南海府)가 있었으며, 이 다섯을 5경이라 불렀다. 북조선의 역사학계에서는 5경이 고구려 시대의 부수도 제도를 계승한 것이라고 그 연원을 주장하고 있다.
  - 부(府) : 모두 15부가 있었으며, 5경 가운데 한 곳에 속하였다. 지방 행정 중심지로서 그 장관은 도독(都督)이다.
    - 주(州) : 모두 62주를 두었으며, 현재 60주의 명칭이 전해 온다. 대부분 부에 속했으며, 중앙에 직속된 독주주(獨奏州, 영주(郢州) ·동주(銅州) ·속주(涑州)의 3개 주)도 있었다. 장관은 자사(刺史)이다.
      - 현(縣) : 백여 개의 현이 주에 속했으며, 장관은 현승(縣丞)이다.
        - 촌락 : 지방 행정의 말단으로, 촌장을 두었다.

## 부 목록
| 원래 귀속                       | 부     | 부     | Capitals/당시 지명 | Capitals/당시 지명 | Capitals/당시 지명                      | 속주(屬州)                                                                                         |
| 원래 귀속                       | 한자   | 한글   | 한자               | 한글               | 현재 지명                               | 속주(屬州)                                                                                         |
| ------------------------------- | ------ | ------ | ------------------ | ------------------ | --------------------------------------- | -------------------------------------------------------------------------------------------------- |
| 숙신 肅愼                       | 龍泉府 | 용천부 | 上京/龍州          | 상경/용주          | 닝안시 (寧安市) (만주어: 닝구타 寧古塔) | 용주(龍州) 호주(湖州)=宁安县西南 발주(渤州)=牡丹江市城区南                                         |
| 숙신 肅愼                       | 顯德府 | 현덕부 | 中京/顯州          | 중경/현주          | 허룽시/둔화시 (和龍市/敦化市)           | 노주(盧州)=安图县 현주(顯州) 철주(鐵州) 탕주(湯州)=灵峰县 영주(榮州) 흥주(興州)=옌볜 조선족 자치주 |
| 예맥 濊貊                       | 龍原府 | 용원부 | 東京/慶州          | 동경/경주          | 훈춘시                                  | 경주(慶州) 염주(鹽州)=자루비노 목주(穆州) 하주(賀州)                                               |
| 옥저 沃沮                       | 南海府 | 남해부 | 南京/沃州          | 남경/옥주          | 함흥시                                  | 옥주(沃州) 정주(睛州) 초주(椒州)                                                                   |
| 고구려 高句麗                   | 鴨綠府 | 압록부 | 西京/神州          | 서경/신주          | 린장시                                  | 신주(神州) 환주(桓州)=지안시 풍주(豊州)=혜산시 정주(正州)=퉁화시                                   |
| 고구려 高句麗                   | 長嶺府 | 장령부 | 瑕州               | 하주               | 징위현 (靖宇县)                         | 하주(瑕州) 하주(河州)                                                                              |
| 부여 夫餘                       | 夫餘府 | 부여부 | 扶州               | 부주               | 카이위안시                              | 부주(扶州)· 선주(仙州)= 차오시                                                                     |
| 부여 夫餘                       | 鄚頡府 | 막힐부 | 鄚州               | 막주               | 아청구 (阿城)                           | 막주(鄚州) 고주(高州;鳥河郷)=Niǎohé                                                                |
| 읍루 揖婁/우루부말갈 虞婁部靺鞨 | 定理府 | 정리부 | 定州               | 정주               | 파르티잔스크                            | 정주(定州) 반주(潘州)                                                                              |
| 읍루 揖婁/우루부말갈 虞婁部靺鞨 | 安邊府 | 안변부 | 安州               | 안주               | 올가                                    | 안주(安州) 경주(瓊州)                                                                              |
| 솔빈 率賓                       | 率賓府 | 솔빈부 | 華州               | 화주               | 우수리스크/슈아이빈                     | 화주(華州) 익주(益州) 건주(建州)=퉁닝시                                                            |
| 불열 拂涅                       | 東平府 | 동평부 | 伊州               | 이주               | 미산시 (密山市/当壁鎮)                  | 이주(伊州) 몽주(蒙州) 타주(沱州)=Troitskoye 흑주(黑州) 비주(比州)                                  |
| 철리 鐵利                       | 鐵利府 | 철리부 | 德理鎮             | 덕리진             | 이란시 (依蘭郷)                         | 광주(廣州) 분주(汾州) 포주(蒲州) 해주(海州) 귀주(歸州)                                             |
| 월희 越喜                       | 懷遠府 | 회원부 | 達州               | 달주               | 퉁장시 (同江市)                         | 달주(達州) 월주(越州) 회주(懷州) 기주(紀州) 부주(富州) 미주(美州) 복주(福州) 사주(邪州) 지주(芝州) |
| 월희 越喜                       | 安遠府 | 안원부 | 寧州               | 영주               | 달네레첸스크                            | 영주(寧州) 미주(郿州)=스파스크달니 모주(慕州) 상주(常州)                                           |

## 같이 보기
- 발해의 중앙 관제